# シャフリル
スタン・シャフリル（Sutan Sjahrir、1909年3月5日 - 1966年4月9日）は、インドネシアの植民地時代から独立国家初期にかけて活動した民族主義運動家、政治家である。
インドネシア独立宣言後、スカルノ大統領のもとで同国の初代首相となった。その後、インドネシア社会党を率いたが、スカルノとの政争に敗れ、スカルノの「指導される民主主義」期に逮捕された。その後、病気療養のために出国が認められ、そのまま亡命先のスイスで客死した。

## 経歴

### 独立運動家としての成長
オランダ領東インド時代の西スマトラ、パダン・パンジャンに生まれる。ミナンカバウ族の出身。モハマッド・ハッタ（インドネシア共和国の初代副大統領）も同族の出身であり、その後各期において、シャフリルとハッタは「同志」的つながりを深めていくことになる。なお、シャフリルの父親は植民地政府の地方検察官だった。
北スマトラのメダンでヨーロッパ人小学校、および高等小学校に学び、オランダ語で教育を受ける。1926年、西ジャワ・バンドンの普通小学校に入学。1929年、オランダのアムステルダム大学法学部、ライデン大学に留学。同じく東インド各地からオランダに留学している「原住民」留学生たちが結成したインドネシア協会（Perhimpunan Indonesia）に参加するとともに、ヨーロッパの左派知識人らとの交流を深める。
オランダでの学業半ばにして1931年に東インドに帰国し、インドネシア国民教育協会（Pendidikan Nasional Indonesia）の議長に就任、その後に同じくオランダから帰国したハッタを新議長に迎えて、民族主義の啓蒙活動に取り組んだ。

### 流刑と日本軍政
1934年2月、ハッタらインドネシア国民教育協会の幹部とともに逮捕され、イリアンジャヤのボーフェン・ディグール（現タナ・メラ）、バンダネイラ島に流刑となる。なお、この流刑期間中にオランダ人女性マリア・ドゥシャイゥーと結婚している（のちに離婚）。
太平洋戦争の開戦とともに日本軍がオランダ領東インドに侵攻すると、西ジャワのスカブミに収監されていたシャフリルも日本軍によって釈放された。太平洋戦争中の日本軍政期には、スカルノやハッタが軍政当局に協力することで民衆運動を指導したのとは対照的に、シャフリルは対日協力を拒否する姿勢を貫いた。そのため、当局によって反日組織との関係を疑われるが（実際にシャフリルは独立運動の地下活動を指導していた）、ハッタらの尽力により逮捕を免れた。なお、この時期、ハッタのすすめによって独立養成塾（Asrama Indonesia Merdeka）で講師をつとめている。

### 独立革命期
終戦直後の1945年8月17日、スカルノとハッタが「民族の名において」インドネシアの独立を宣言し、同月22日、暫定的な代議機関として中央国民委員会（Komite Nasional Indonesia Pusat）が発足、インドネシアは宗主国オランダからの独立を達成するために、難しい内政と外交の舵取りに取り組んでいくことになった。
1945年10月16日付の政府布告により、中央国民委員会の日常業務を行うために集中的な権限を与えられた常務委員会（Badan Pusat）が発足すると、シャフリルはその委員長に就任した（副委員長はアミル・シャリフディン Amir Sjarifuddin）。同年11月14日には同国の初代首相に就任（外相・内相を兼任）、以後、三期の内閣を組閣し、最初期の国政運営を指揮した。
その間、シャフリルは自ら人民社会党（Partai Rakyat Sosialis、略称Paras）を組織し、アミル・シャリフディンが結成したインドネシア社会党（Partai Sosialis Indonesia、略称Parsi）と合併して、社会党（Partai Sosialis）を結成した。三期のシャフリル内閣、その後を二期引き継いだシャリフディン内閣において、閣僚の多数を構成したのはこの社会党のメンバーだった。
首相就任と前後して小冊子「我らの闘争（Perjoeangan Kita）」を発表、日本軍政期のスカルノ・ハッタの対日協力を厳しく批判するとともに、内政面では、スカルノが唱える単一政党制の導入を「全体主義」的であると否定して、複数政党制よりなる多元主義的な西欧型民主主義体制の確立を目指し、外交面では、独立達成のために現実主義的な路線、すなわち、親欧米協調路線を訴えた。こうした政治路線は副大統領ハッタとも共有していたものであった。
首相就任当初は、日本軍政への協力拒否の経歴などによって、青年や知識人の支持を得ていたが、旧宗主国オランダとの外交交渉によって国家の独立を獲得しようとする施政方針は、武力による独立達成をもとめて急進化しつつあった青年層の離反を招き、4期目の組閣には失敗した。その後は政府顧問として諸国を遊説し、インドネシア独立の支援を各国に説いて回った。
アミル・シャリフディン内閣が、オランダとの停戦協定であるレンヴィル協定の承認をめぐる混乱によって総辞職すると（その間の事情については「インドネシア独立戦争」を参照）、1948年1月29日、副大統領ハッタが組閣することになった。シャフリルはこのハッタ内閣を支持し、アミル・シャフルディンは支持しなかったため、社会党は分裂、2月13日、シャフリルはインドネシア社会党（なお、アミルが結成したインドネシア社会党と同名であるため、こちらは略称がPSIとなっている）を結成し、その党首に就任した。一方のアミル・シャフルディンが主導する社会党内左派グループは、その後、インドネシア共産党に合流した。

### インドネシア独立後
その後、インドネシアがオランダからの独立を達成し、1955年9月、インドネシア国政史上初めて総選挙が実施されると、シャフリルはこのPSIを率いて総選挙に臨んだ。しかし、得票率わずか2.0％で大敗する。1950年代の議会制民主主義期は、小政党に転落したPSIを率いながら、インドネシアにおける社会主義・民主主義の確立をめざして言論活動を継続したが、1958年2月のスマトラ反乱（インドネシア共和国革命政府 Pemerintah Revolusioner Republik Indonesia、略称PRRI）にPSI関係者が参加したことで、同党は活動停止の処分となった。
1962年1月16日、政権転覆の謀議を図ったとの疑いで、スカルノ政権によって逮捕される。もともとシャフリルとスカルノの政治的・思想的対立の溝は深く、シャフリルはスカルノを批判し続けてきたが、この逮捕によって、スカルノの長年の「政敵」の一人として、葬り去られたことになる。
その拘留中に発病し、スカルノの許可を得て治療のためスイスに出国、そのまま同国に亡命し、1966年4月、チューリッヒで客死した。遺体は、スカルノ失脚後にインドネシアに搬送され、ジャカルタの英雄墓地に埋葬された。

## 著作
- Out Of Exile, New York, John Day, 1949
- Our Struggle, Ithaca, Cornell Modern Indonesia Project, 1968（シャフリルの「我らの闘争」をベネディクト・アンダーソンが翻訳したもの）

## 関連文献
- Kahin,George McT.,Nationalism and Revolution in Indonesia, Ithaca, Cornell University Press, 1952
- ロシハン・アンワル編（後藤乾一編・首藤もと子・小林寧子訳）『シャフリル追想-「悲劇」の初代首相を語る-』、勁草書房、1990年（原著1980年）
- Legge,John,Intellectuals and Nationalism in Indonesia: The Following Recruited by Sutan Sjahrir, Ithaca, Cornell Modern Indonesia Project, 1988
- Mrazek,Rudolf,Sjahrir : Politics And Exile In Indonesia,Southeast Asia Program, Cornell University, Ithaca, New York, 1994
- 首藤もと子『インドネシア-ナショナリズム変容の政治過程』、勁草書房、1993年